# Gran Mariscal José de La Mar
Gran Mariscal José de La Mar es un óleo sobre lienzo de obra desconocida realizado en Lima en 1827. Es parte de la colección pictórica del Museo Nacional de Arqueología, Antropología e Historia del Perú (Pueblo Libre, Lima). La pintura retrata al militar José de La Mar durante el inicio de su gobierno.